# イスラームにおけるイーサー
イスラームにおけるイーサー（アラビア語: عيسى、ラテン文字転写例: `Īsā）は、ナザレのイエスのイスラム教における呼称である。キリスト教においてキリスト（救世主）として信仰の対象とされるイエスは、イスラム教とアラビア語ではイーサーと呼ばれ、イスラエルの子ら（banī isrā'īl）を新しい啓示インジールのもと導くために送られた預言者と位置付けられる。
本項では、イスラームにおける預言者としてのイーサーについて解説する。

## 概要
ムスリムはクルアーンを神からの最終啓示だと信じているが、これによればイーサーは、神アッラーの命じた奇跡すなわち処女懐胎の結果、マルヤム（阿: مريم、Maryam、マリア）を母として生まれた。イーサーを探索する動きから逃れられるよう、イーサーは奇跡を起こす力をすべて神の許しのもと得た。イスラームの教典によれば、イーサーは殺されることも磔にされることもなく、生き続けて天国に上がったとされる。イスラームの伝承では、イーサーは最後の審判が近づけば地上に戻り、司法を復活させて偽のメシア（al-Masīḥ ad-Dajjāl。偽メシア、反キリスト）を打ち負かすと考えられている。イスラームのすべての預言者同様、イーサーはムスリムであり、人々に向かって神の意志に服従してまっすぐに進むよう説教したと考えられている。
イスラームは、「イーサーは人の姿をした神である、あるいは神の子である」といった考え方を拒絶しており、「イーサーは常人であって、他の預言者同様、神の言葉を広めるために選ばれた人間である」と主張する。イスラームの啓典は、シルク（Shirk。神以外の者の神格化）を禁じ、タウヒード（tawhīd。神の唯一性の概念）を強調する。クルアーンの中で、al-Masīḥ（油を注がれた者、清められた者。メシア）など、多くの称号がイーサーに付けられるが、これはキリスト教の教義による意味付けとは一致しない。しかし、イスラム教の救世主とは、世界を支配し、平和を確立し、すべての宗教をイスラム教に持ち込み、宗教を正義とするために、神がイエスを選択したことを意味する。しかし顕著な称号に限っては、アラブのキリスト教徒もしばしばこれを使用する。イスラームではイーサーは、ムハンマドの前駆者であり、ムハンマドの出現を予言した者と認識されている。

## 生涯

### 出生
ムスリムはマルヤムによるイーサーの処女懐胎を信じており（厳密な処女懐胎の記述はない）、クルアーンでもいくつかの章にわたって語られている。クルアーンの物語によれば、寺院にこもっていた不妊の女マルヤムを天使ジブリール（ガブリエル）が訪れる。神の行動や伝達をジブリールが代理することは、イスラームでは一般的である。彼はマルヤムにイーサーの受胎を告げる。マルヤムは驚愕したが、これは自らの処女性を神に誓約して保持するつもりだったからである。天使はマルヤムを安心させて、この受胎が神にとっては容易なことであり、神はマルヤムに人類へのしるし (āya) を示し、神からは慈悲 (raḥma) を示すことを望んだのだと告げた。クルアーンでは受胎は、アダムの創造と同じく、神の創造的天意による結果であると述べている。
クルアーン釈義学者の幾人かは、この出来事はイーサーの懐妊に帰着すると解説する。その後、マルヤムは『遠い場所』に避難した。
イーサーを産み落とした後、マルヤムは出産の痛みに襲われ、ヤシの木の幹の付近で休んだ。イーサーは揺りかごからマルヤムに、木を振ってその実を採り、イーサーの懐妊によるスキャンダルを心配するマルヤムの恐れを和らげるよう告げた。マルヤムは新生児を家族に見せ、口さがない噂を黙らせるためにイーサーは次のように宣言する。「見よ、私は神の使用人である。神は私に聖書を与え、私を預言者とした。どこにいようとも、神は私に祝福を与えた。神は私に祈りを命じ、施しを与え、私が生きる限り、同様に、母を大切にするよう命じた。」。

### 布教活動

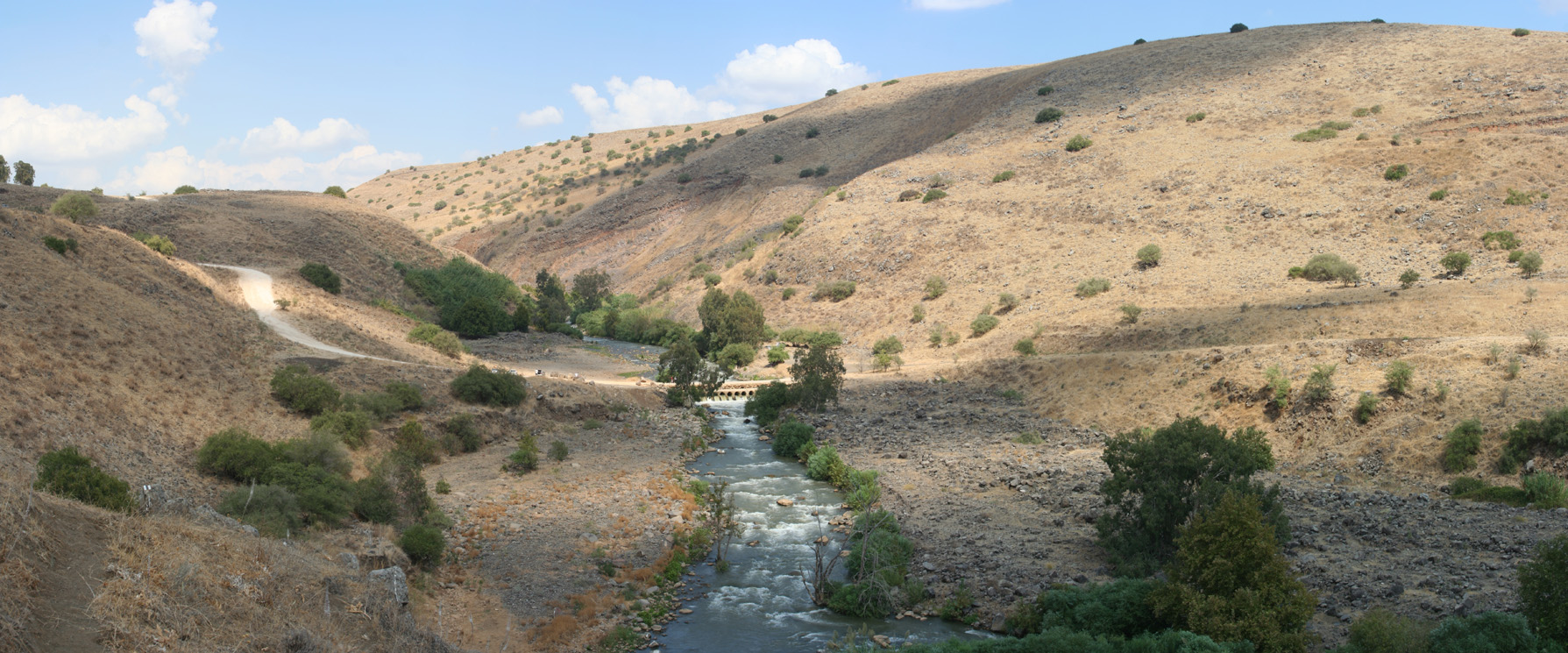
ヨルダン川。ムスリムの解説のいくつかは、ここでイーサーがヤフヤー・イブン・ザカリヤ（キリスト教では洗礼者ヨハネ）と出会ったとする。

イスラームの経典によると、イーサーは神に選ばれて、絶対唯一神の神託と神の意志への服従をイスラエルの子ら (banī isrā'īl) に説いた。ムスリムは、神はイーサーに新しい啓示インジール (Injīl) を示し、また以前の啓示トーラーの正当性をも宣言したと信じている。クルアーンはインジールの優位を説き、インジールはそれを支持する者に平穏で憐れみに満ちた心をもたらす聖書だと説いている。ムスリムは、これらの聖書が時とともに、文面、解釈ともにゆがめられたのだと信じている。
イーサーは、彼のことばを信じた弟子たち (hawāriyūn) の援助を受け、自身らを『アンサール（ansār、神の助力者）』と称したとクルアーンは述べている。彼はまた、母マルヤムを訪れたのと同じ聖霊の支援を受けた。
イーサーはイスラームにおいても、預言者の使命を与えられた証拠として、奇跡を起こしたと描写されている。こういった奇跡は、すべて神の許可を得て行われた。例えば以下のようなものである。
- まだ揺りかごに寝ているうちから話した[13]。
- 粘土でできた鳥に命を吹き込んだ[14]。
- ハンセン病患者や生来の盲者を治療した[15]。
- 死者を甦らせた[15]。
- 弟子の祈願に応じて、祝祭のテーブルが天国から降りてくるよう要請した[16][3]。

ムスリムの記述の中には、イスラムの預言者ヤヒヤー・イブン・ザカリヤー（洗礼者ヨハネとしても知られる）がパレスチナに赴いた際に、ヨルダン川のほとりでイーサーに出会ったと記されたものもある。

### 昇天
イスラームの記述では、ローマ人とユダヤ人の手によるイーサーの磔と死を、明確に否定している。クルアーンでは、ユダヤ人はイーサーを殺そうとしたが、殺しはせず磔にもしなかった、しかし同様のものが彼らに示されたという。代わりに、イーサーは生き延びて神のもとに昇ったという。
| 「 | "「わたしたちはアッラーの使徒，マルヤムの子マスィーフ（メシア），イーサーを殺したぞ」という言葉のために（心を封じられた）。だがかれらがかれ（イーサー）を殺したのでもなく，またかれを十字架にかけたのでもない。只かれらにそう見えたまでである。本当にこのことに就いて議論する者は，それに疑問を抱いている。かれらはそれについて（確かな）知識はなく，只臆測するだけである。だが実際にはかれを殺したのでもなく，いや，アッラーはかれを，御側に召されたのである。アッラーは偉力ならびなく英明であられる。"[Quran 4:157–158] | 」 |

ムスリムの伝承によれば、イーサーは替え玉とすり替わったのだという。その替え玉はキレネのシモンだったのではないか、またイスカリオテのユダのような弟子のひとりであったのではないかとする説がある。イスマーイール派の解説書の一部や合理主義者 (falāsifa) は、イーサーの体は磔にあったが、イーサーの精神は引き上げられたと主張する。しかし通常、この解釈は否定される。イスラーム百科事典によれば、磔を主張する説は満場一致で否決されたという。M.ハイエクのような現代の注釈者は韻文を解釈し、磔が「彼ら（つまりユダヤ人）にはこのように思えた」のだと述べている。
ムスリムであるイラン人の映画監督が「イエスは十字架につるされず、イエスを裏切ったイスカリオテのユダが代わりに十字架に掛けられて死んだ」という設定の映画を作り話題になることもあるなど、イスラム教徒の間で「イーサーは磔にあっておらず、代わりにユダが処刑された」という話は広く信じられている。

### 再臨
ムスリムは、イーサーがこの世の終わりに近い時期に再臨すると信じている。クルアーンの一節は、将来のイーサーの復活について、以下のようにうたっている。
| 「 | "本当にかれ（イーサー）は，（審判の）時の印の一つである。だからその（時）に就いて疑ってはならない。そしてわれに従え。これこそ，正しい道である。"[Quran 43:61] | 」 |

イスラームの伝承によれば、イーサーはマフディー（正義の導き）による戦の最中に降臨すると考えられている。マフディーとは、イスラームの終末論ではイスラームの救世主として知られており、反キリスト（al-Masīh ad-Dajjāl。偽メシア）とその支持者に対抗する者である。イーサーは、ダマスカスの白い拱廊に、黄色いローブをまとい頭に油を塗って降臨し、マフディーに加わって偽メシアと戦う。イーサーは、イスラームではムスリムであり、イスラームの教えを遵守する者と思われている。最終的にイーサーは偽メシアを圧倒し、すべての啓典の民（ahl al-kitāb、ユダヤ教徒とキリスト教徒をいう）が彼に従ってイスラームの教団ひとつにまとまるという。
マフディーの死後、イーサーは指導的役割を果たすことになる。これはイスラームの物語では、全世界の平和と正義の時となる。イスラームの文章もまた、ヤージュージー (Ya'juj) とマージュージー (Ma'juj)、つまり地上に破壊を引き起こし拡散させる古代巨人のゴグマゴグの様子に触れている。神はイーサーの祈りに応じ、彼らの首に虫の一種を送り込んで殺す。イーサーの統治は約40年で、その後彼は死亡するという。ムスリムはイーサーのために葬儀の祈り (Salat al-Janazah) をささげ、マディーナにあるムハンマド、アブー・バクル、ウマル・イブン・ハッターブ（ムハンマドの教友で、それぞれ第1代、第2代の正統カリフ）の傍らの空の墓に埋葬されるのだという。

## イスラームにおける概念

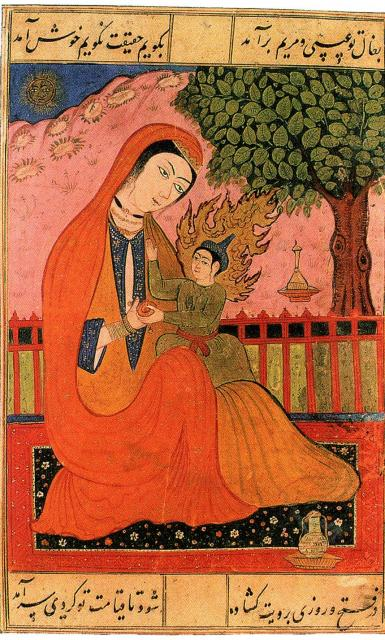
マルヤムとイーサー。ペルシア、シーア派の古いミニアチュール

イーサーはクルアーンにさまざまな呼称で記述されている。最も一般的なのは「マルヤムの息子 (Ibn Maryam)」という形であり、しばしば別の称号の前に置かれる。イーサーはまた神のナビー (nabī) でありラスール (rasūl) であると認知されている。「ワッディー（wadjih。現世と来世の評価に値する）」「ムバーラク（mubārak。幸運な。他者への利益の源）」「アブドゥッラー（`abd-Allāh、神の召使）」の語すべてがクルアーンでイーサーを指している。
しばしば使用される称号には、他にメシアを意味する『アル・マスィーフ (al-Masīḥ)』がある。これはキリスト教におけるメシアの概念とは異なり、例えばイーサーを含むイスラームのすべての預言者は死をまぬがれることはできず、いささかの神性をも分け与えられていないとみなす。ムスリムの釈義学者は、クルアーンの「メシア」の語の使用について、天の恵みと栄誉により聖別されたイーサーの地位を示すもの、あるいは盲人の目に油を注いで清めるなど病気治療を助けたことを示すものと説明している。そして、このタイトルは、イーサーが世界の最後の日に正義と平和を確立する世界の天王であることを意味する。

### 神学体系
イスラームの経典は、イーサーは神の正当な伝達人であるという考えに従い、イーサーが神あるいは神がもうけた子であるとの考えを拒絶する。この教義は、イスラームによればシルクであり、神と対等な提携を結んで神の唯一性（タウヒード）を否定したに等しい。クルアーンの韻文には次のように記される。
| 「 | "「アッラーこそは，マルヤムの子マスィーフである。」と言う者は，確かに不信心者である。言ってやるがいい。「誰がアッラーに対し，少しでも力があろうか。もしかれがマルヤムの子マスィーフ，その母と地上の凡てのものを滅ぼそうと御考えになったら，誰が制止出来よう。」天と地，そしてその間の凡てのものは，アッラーの大権に属する。かれは御考えになられたものを創造なされる。アッラ―は凡てのことに全能であられる。"[Quran 5:17] | 」 |

キリスト教の教義である三位一体の考えは、同様にイスラームでは拒絶される。こういったイーサーの神性の概念は、神の啓示を人がゆがめた結果生じたものだとムスリムは言う。イスラームの見解では、イーサーは普通の人間であり、神の意志への服従と、神だけへの崇拝が救済をもたらすと説いた人物である。このように、イスラムではイーサーはムスリムであり、すべてのイスラームの預言者と同等とみなされる。

### ムハンマドの先駆者
イーサーはムハンマドの先駆者であり、ムハンマドの登場を予告した者であるとムスリムは信じている。クルアーンによれば、イーサーはアハマドという名の伝令の良い知らせを伝えたという。ムスリムはアハマドからムハンマドを連想する。どちらの名前も「حمد」（Ḥ - M - D）の3子音語根の発音に由来し、賞賛の意味を持つ、つまりアハマドはムハンマドの名の一つなのである。ムスリムはまた、イーサーは新約聖書でパラクレートスに言及しており、この精霊の接近がヨハネによる福音書で予告されていると主張する。イスラームの注釈者は、キリスト教からイスラームに改宗した者を含め、原始ギリシア語「periklutos」が語源だと主張する。periklutosとは「有名な」「傑出した」「称賛に値する」といった意味で、アラビア語に翻訳するとアハマドとなるのである。また彼らは、この語はキリスト教徒によって「parakletos」に置き換えられたとも主張している。久保有政はこの「置き換え」についてムハンマドが不正確な聖書知識のもと誤解した結果としている。

### 禁欲主義的文学
イスラームの禁欲主義あるいは神秘主義的文学、例えばガザーリーの『宗教諸学の再興 (Ihya `ulum ad-Din)』といった文学の中で、イーサーはムスリムに広く崇拝されている。これらの作品は、イーサーの貧困、崇拝への没頭、世俗の人生からの乖離やその奇跡に重きを置いている。こういった叙述にはまた、イーサーが行ったと思われる勧告や説教が含まれている。のちにスーフィズムの注釈書は、キリスト教の福音のうち、自分たちの禁欲的描写に一致するものを翻案している。スーフィーの哲学者イブン・アラビーは、イーサーを「普遍的神聖のしるし」だとし、イーサーの信仰の美質、また「彼はliving breathの鍵を手にしており、また彼は現在in a state of deprivation and journeyingにある」ことをその理由とした。

## クルアーンにおけるイーサーへの言及
マッカ在住の時代
広く認められた論によれば、以下の章句はマッカで啓示されたという。
- Quran 19:16–40
- Quran 19:88–95
- Quran 43:57–65
- Quran 43:81–82
- Quran 23:50
- Quran 21:91–93
- Quran 42:13–14
- Quran 6:83–90

マディーナ在住の時代
マディーナで記された章句の一覧は、以下のとおりである。
- Quran 2:87
- Quran 2:135–141
- Quran 2:252–253
- Quran 3:42–64
- Quran 3:55. "アッラーがこう仰せられた時を思い起せ。「イーサ―よ，われはあなたを召し，われのもとにあげて，不信心者（の虚偽）から清めるであろう。またわれは，あなたに追従する者を，審判の日まで，不信心の者たちの上位におくであろう。それからあなたがたは（皆）われの許に帰り，あなたがたが争っていたことに就いて，われは裁決を下すであろう。"
原典: إِذْ قَالَ اللّهُ يَا عِيسَى إِنِّي مُتَوَفِّيكَ وَرَافِعُكَإِلَيَّ وَمُطَهِّرُكَ مِنَ الَّذِينَ كَفَرُواْ وَجَاعِلُ الَّذِينَ اتَّبَعُوكَفَوْقَ الَّذِينَ كَفَرُواْ إِلَى يَوْمِ الْقِيَامَةِ ثُمَّ إِلَيَّ مَرْجِعُكُمْفَأَحْكُمُ بَيْنَكُمْ فِيمَا كُنتُمْ فِيهِ تَخْتَلِفُونَ
- Quran 3:81–85
- Quran 33:7–8
- Quran 4:155–159. "それなのに（主の不興を被って）かれらはその約束を破り，アッラーの印を信じないで，無法にも預言者を殺害し，「わたしたちの心は，覆われている。」と言った。そうではない。かれらが不信心なために，アッラーはその心を封じられた。だからかれらは，ほとんど何も信じない。かれらは不信心のため，またマルヤムに対する激しい中傷の言葉のために，「わたしたちはアッラーの使徒，マルヤムの子マスィーフ（メシア），イーサーを殺したぞ」という言葉のために（心を封じられた）。だがかれらがかれ（イーサー）を殺したのでもなく，またかれを十字架にかけたのでもない。只かれらにそう見えたまでである。本当にこのことに就いて議論する者は，それに疑間を抱いている。かれらはそれに就いて（確かな）知識はなく，只臆測するだけである。だが実際にはかれを殺したのでもなく，いや，アッラーはかれを，御側に召されたのである。アッラーは偉力ならびなく英明であられる。啓典の民の中，かれの死ぬ前にしっかりかれを信じる者は一人もいなかった。審判の日において，かれはかれらにとって（不利な）証人となろう。"
原典: فَبِمَا نَقْضِهِم مِّيثَاقَهُمْ وَكُفْرِهِم بَآيَاتِ اللّهِ وَقَتْلِهِمُ الأَنْبِيَاءَبِغَيْرِ حَقًّ وَقَوْلِهِمْ قُلُوبُنَا غُلْفٌ بَلْ طَبَعَ اللّهُ عَلَيْهَابِكُفْرِهِمْفَلاَ يُؤْمِنُونَ إِلاَّ قَلِ
 وَبِكُفْرِهِمْ وَقَوْلِهِمْ عَلَى مَرْيَمَبُهْتَاناً عَظِيماً
 وَقَوْلِهِمْ إِنَّا قَتَلْنَا الْمَسِيحَ عِيسَى ابْنَمَرْيَمَرَسُولَ اللّهِ وَمَا قَتَلُوهُ وَمَا صَلَبُوهُ وَلَـكِن شُبِّهَ لَهُمْ وَإِنَّالَّذِينَاخْتَلَفُواْ فِيهِ لَفِي شَكٍّ مِّنْهُ مَا لَهُم بِهِ مِنْ عِلْمٍ إِلاَّ اتِّبَاعَالظَّنِّوَمَا قَتَلُوهُ يَقِينا 
 بَل رَّفَعَهُ اللّهُ إِلَيْهِ وَكَانَ اللّهُعَزِيزاً حَكِيماً
 وَإِن مِّنْ أَهْلِ الْكِتَابِ إِلاَّ لَيُؤْمِنَنَّ بِهِ قَبْلَ مَوْتِهِوَيَوْمَالْقِيَامَةِ يَكُونُ عَلَيْهِمْ شَهِيدا
- Quran 4:163–165
- Quran 4:171. "啓典の民よ，宗教のことに就いて法を越えてはならない。またアッラーに就いて真実以外を語ってはならない。マルヤムの子マスィーフ・イーサーは，只アッラーの使徒である。マルヤムに授けられたかれの御言葉であり，かれからの霊である。だからアッラーとその使徒たちを信じなさい。「三（位）」などと言ってはならない。止めなさい。それがあなたがたのためになる。誠にアッラーは唯―の神であられる。かれに讃えあれ。かれに，何で子があろう。天にあり，地にある凡てのものは，アッラーの有である。管理者としてアッラーは万全であられる。"
原典: يَا أَهْلَ الْكِتَابِ لاَ تَغْلُواْ فِي دِينِكُمْ وَلاَ تَقُولُواْعَلَى اللّهِ إِلاَّ الْحَقِّ إِنَّمَا الْمَسِيحُ عِيسَى ابْنُ مَرْيَمَ رَسُولُاللّهِ وَكَلِمَتُهُ أَلْقَاهَا إِلَى مَرْيَمَ وَرُوحٌ مِّنْهُ فَآمِنُواْ بِاللّهِوَرُسُلِهِ وَلاَ تَقُولُواْ ثَلاَثَةٌ انتَهُواْ خَيْراً لَّكُمْ إِنَّمَا اللّهُإِلَـهٌوَاحِدٌ سُبْحَانَهُ أَن يَكُونَ لَهُ وَلَدٌ لَّهُ مَا فِي السَّمَاوَاتوَمَا فِي الأَرْضِ وَكَفَى بِاللّهِ وَكِيل
- Quran 5:17–18
- Quran 5:46–47
- Quran 5:72–73. "「アッラーこそは，マルヤムの子マスィーフである。」と言う者は，確かに不信心者である。しかもマスィーフは言ったのである。「イスラエルの子孫よ，わたしの主であり，あなたがたの主であられるアッラーに仕えなさい。」凡そアッラーに何ものかを配する者には，アッラーは楽園（に入ること）を禁じられ，かれの住まいは業火である。不義を行う者には援助者はないのである。「アッラーは三（位）の一つである。」と言う者は，本当に不信心者である。唯―の神の外に神はないのである。もしかれらがその言葉を止めないなら，かれら不信心者には，必ず痛ましい懲罰が下るであろう。"
原典: لَقَدْ كَفَرَ الَّذِينَ قَالُواْ إِنَّ اللّهَ هُوَالْمَسِيحُ ابْنُ مَرْيَمَ وَقَالَ الْمَسِيحُ يَا بَنِي إِسْرَائِيلَ اعْبُدُواْاللّهَ رَبِّي وَرَبَّكُمْ إِنَّهُ مَن يُشْرِكْ بِاللّهِ فَقَدْ حَرَّمَ اللّهُعَلَيهِالْجَنَّةَ وَمَأْوَاهُ النَّارُ وَمَا لِلظَّالِمِينَ مِنْ أَنصَارٍ 
 لَّقَدْ كَفَرَ الَّذِينَ قَالُواْ إِنَّ اللّهَ ثَالِثُ ثَلاَثَةٍ وَمَا مِنْإِلَـهٍ إِلاَّ إِلَـهٌ وَاحِدٌ وَإِن لَّمْ يَنتَهُواْ عَمَّا يَقُولُونَ لَيَمَسَّنَّالَّذِينَ كَفَرُواْ مِنْهُمْ عَذَابٌ أَلِي
- Quran 5:116–118. "またアッラーがこのように仰せられた時を思え。「マルヤムの子イーサーよ，あなたは『アッラーの外に，わたしとわたしの母とを2柱の神とせよ。』と人びとに告げたか。」かれは申し上げた。「あなたに讃えあれ。わたしに権能のないことを，わたしは言うべきでありません。もしわたしがそれを言ったならば，必ずあなたは知っておられます。あなたは，わたしの心の中を知っておられます。だがわたしはあなたの御心の中は知りません。本当にあなたは凡ての奥義を熟知なされています。わたしはあなたに命じられたこと以外は，決してかれらに告げません。『わたしの主であり，あなたがたの主であられるアッラーに仕えなさい。』（と言う以外には）わたしがかれらの中にいた間は，わたしはかれらの証人でありました。あなたがわたしを御呼びになった後は，あなたがかれらの監視者であり，またあなたは，凡てのことの立証者であられます。あなたが仮令かれらを罰せられても，誠にかれらはあなたのしもべです。またあなたがかれらを御赦しなされても，本当にあなたこそは，偉力ならびなく英明であられます。」"
原典: وَإِذْ قَالَ اللّهُ يَا عِيسَى ابْنَ مَرْيَمَ أَأَنتَ قُلتَ لِلنَّاسِ اتَّخِذُونِيوَأُمِّيَ إِلَـهَيْنِ مِن دُونِ اللّهِ قَالَ سُبْحَانَكَ مَا يَكُونُ لِي أَنْأَقُولَ مَا لَيْسَ لِي بِحَقٍّ إِن كُنتُ قُلْتُهُ فَقَدْ عَلِمْتَهُ تَعْلَمُمَا فِينَفْسِي وَلاَ أَعْلَمُ مَا فِي نَفْسِكَ إِنَّكَ أَنتَ عَلاَّمُ الْغُيُوب
- Quran 9:30–31
- Quran 19:27–38. "それからかの女は，かれ（息子）を抱いて自分の人びとの許に帰って来た。かれらは言った。「マルヤムよ，あなたは，何と大変なことをしてくれたのか。ハールーンの姉妹よ，あなたの父は悪い人ではなかった。母親も不貞の女ではなかったのだが。」そこでかの女は，かれ（息子）を指さした。かれらは言った。「どうしてわたしたちは，揺能の中の赤ん坊に話すことが出来ようか。」（その時）かれ（息子）は言った。「わたしは，本当にアッラーのしもべです。かれは啓典をわたしに与え，またわたしを預言者になされました。またかれは，わたしが何処にいようとも祝福を与えます。また生命のある限り礼拝を捧げ，喜捨をするよう，わたしに御命じになりました。またわたしの母に孝養を尽くさせ，高慢な恵まれない者になされませんでした。またわたしの出生の日，死去の日，復活の日に，わたしの上に平安がありますように。」そのこと（イーサーがマルヤムの子であること）に就いて，かれら（ユダヤ教徒，キリスト教徒）は疑っているが本当に真実そのものである。アッラーに子供が出来るなどということはありえない。かれに讃えあれ。かれが一事を決定され，唯「有れ。」と仰せになれば，即ち有るのである。本当にアッラーは，わたしの主であり，またあなたがたの主であられる。だからかれに仕えなさい。これこそ正しい道である。それなのにかれらの間で，諸宗派が異なる。信じない者こそ災いである。偉大なる日の審判のために。かれらがわが前に罷り出る日，何んとはっきりと聞こえまた見えるであろうか。だが不義者たちは，今日（現世で）は明らかに迷誤の中にいる。"
原典:  فَأَتَتْ بِهِ قَوْمَهَا تَحْمِلُهُ قَالُوا يَا مَرْيَمُ لَقَدْ جِئْتِ شَيْئاًفَرِيّاً 
 يَا أُخْتَ هَارُونَ مَا كَانَ أَبُوكِ امْرَأَ سَوْءٍ وَمَا كَانَتْأُمُّكِ بَغِيّاً 
 فَأَشَارَتْ إِلَيْهِ قَالُوا كَيْفَ نُكَلِّمُ مَن كَانَفِيالْمَهْدِ صَبِيّاً 
 قَالَ إِنِّي عَبْدُ اللَّهِ آتَانِيَ الْكِتَابَ وَجَعَلَنِينَبِيّاً 
وَجَعَلَنِي مُبَارَكاً أَيْنَ مَا كُنتُ وَأَوْصَانِي بِالصَّلَاةِوَالزَّكَاةِ مَا دُمْتُ حَيّاً 
 وَبَرّاً بِوَالِدَتِي وَلَمْ يَجْعَلْنِيجَبَّاراً شَقِيّاً 
 وَالسَّلَامُ عَلَيَّ يَوْمَ وُلِدتُّ وَيَوْمَ أَمُوتُوَيَوْمَ أُبْعَثُ حَيّاً 
 ذَلِكَ عِيسَى ابْنُ مَرْيَمَ قَوْلَ الْحَقِّالَّذِي فِيهِ يَمْتَرُونَ 
 مَا كَانَ لِلَّهِ أَن يَتَّخِذَ مِن وَلَدٍ سُبْحَانَهُإِذَا قَضَى أَمْراً فَإِنَّمَا يَقُولُ لَهُ كُن فَيَكُونُ 
 وَإِنَّ اللَّهَرَبِّي وَرَبُّكُمْفَاعْبُدُوهُ هَذَا صِرَاطٌ مُّسْتَقِيمٌ 
 فَاخْتَلَفَ الْأَحْزَابُ مِنبَيْنِهِمْ فَوَيْلٌ لِّلَّذِينَ كَفَرُوا مِن مَّشْهَدِ يَوْمٍ عَظِيمٍ 
 أَسْمِعْ بِهِمْوَأَبْصِرْ يَوْمَ يَأْتُونَنَا لَكِنِ الظَّالِمُونَ الْيَوْمَ فِي ضَلَالٍ مُّبِينٍ 
 وَأَنذِرْهُمْ يَوْمَ الْحَسْرَةِ إِذْ قُضِيَ الْأَمْرُ وَهُمْ فِي غَفْلَةٍوَهُمْ لَا يُؤْمِنُونَ
- Quran 61:6. "マルヤムの子イーサーが，こう言った時を思い起せ。「イスラエルの子孫たちよ，本当にわたしは，あなたがたに（遣わされた）アッラーの使徒で，わたしより以前に，（下されている）律法を確証し，またわたしの後に来る使徒の吉報を与える。その名前は，アハマドである。」だがかれが明証をもって現れた時，かれらは，「これは明らかに魔術である。」と言った。"
原典: وَإِذْ قَالَ عِيسَى ابْنُ مَرْيَمَ يَا بَنِي إِسْرَائِيلَ إِنِّي رَسُولُ اللَّهِإِلَيْكُم مُّصَدِّقاًلِّمَا بَيْنَ يَدَيَّ مِنَ التَّوْرَاةِ وَمُبَشِّراً بِرَسُولٍ يَأْتِي مِنبَعْدِي اسْمُهُ أَحْمَدُ فَلَمَّاجَاءهُم بِالْبَيِّنَاتِ قَالُوا هَذَا سِحْرٌ مُّبِينٌ
- Quran 61:14
- Quran 112:1–4. "言え，「かれはアッラー，唯一なる御方であられる。アッラーは，自存され，御産みなさらないし，御産れになられたのではない，かれに比べ得る，何ものもない。」"
原典: بِسْمِ اللهِ ٱلرَّحْمَـٰنِ ٱلرَّحِيمِ
 قُلْ هُوَ اللَّهُ أَحَدٌ
 اللَّهُ الصَّمَدُ
 لَمْ يَلِدْوَلَمْ يُولَدْ
 وَلَمْ يَكُن لَّهُ كُفُواً أَحَدٌ